# Успеть за 30 минут
«Успе́ть за 30 мину́т» (англ.  30 Minutes or Less) — комедийный боевик режиссёра Рубена Флейшера, основанный на реальных событиях. Мировая премьера состоялась 12 августа 2011 года, в России — 29 сентября.

## Сюжет
Главный герой Ник — разносчик пиццы, в обязанность которого входит доставлять заказ за 30 минут. Однажды он ссорится со своим лучшим другом Четом, который работает учителем младших классов. Нику приходит заказ привезти пиццу двум людям, которые похищают его и надевают на него жилет с бомбой, принуждая ограбить банк за 10 часов. Ник просит Чета помочь ограбить банк, тот соглашается помочь другу. Они едут в магазин за игрушечными пистолетами и за масками. Ник и Чет угоняют автомобиль у соседа Чета и едут в банк, где крадут 100 000 $. Их ловит полиция, однако им удаётся убежать. Друзья отдают деньги одному из бандитов, но он говорит, что не знает пароль, чтобы снять жилет.

## В ролях
- Джесси Айзенберг — Ник
- Азиз Ансари — Чет
- Дэнни Макбрайд — Дуэйн
- Ник Свардсон — Трэвис
- Дилшад Вадсария — Кэти
- Майкл Пенья — Чонго
- Бьянка Кайлич — Джуси
- Фред Уорд — майор
- Мия Раджа — Амелия
- Бретт Гельман — Босс Ника

## Съёмки
Съёмки проходили в Гранд-Рэпидсе с июля по сентябрь 2010 года.

## Связь с реальными событиями
Сюжет фильма сильно напоминает реальное ограбление банка, которое пошло не по плану. 28 августа 2003 года разносчик пиццы Брайан Дуглас Уэллс вошёл в банк города Эри, штат Пенсильвания, с бомбой, прикреплённой к его шее. Он потребовал у кассира 250,000$. Однако в кассе не оказалось нужной суммы, поэтому Уэллс смог украсть из банка только 8,702 $. После того, как Уэллс вышел из банка, его застала врасплох полиция. Полиции удалось выяснить у Уэллса, что он выполнял заказ по доставке пиццы, и когда он приехал по указанному адресу, на него напали несколько человек, прикрепили к его шее бомбу и вынудили ограбить банк. Через некоторое время бомба взорвалась, убив Уэллса.
Несмотря на схожесть с реальными событиями, создатели фильма заявляют, что ничего не слышали об этом инциденте.